# Patricia Fearing
Patricia Fearing é uma personagem fictícia do livro de Ian Fleming, Thunderball, da série de novelas sobre James Bond. No cinema, a personagem foi interpretada pela atriz britânica Molly Peters.

## Características
Fearing é uma enfermeira que trabalha num spa em Shrublands e ao primeiro encontro com James Bond mostra-se séria, repelindo seus avanços. Entretanto, após um incidente com uma máquina de tração, quando tentam matá-lo, ela se apaixona pelo espião. Uma mulher muito sensual, ela gosta de massagear 007 com uma luva de pele de mink. Quando Bond deixa a clínica, ela deixa claro a ele que quer encontrá-lo de novo, em qualquer lugar, a qualquer tempo.

## No filme
Em 007 contra a Chantagem Atômica, o filme de 1965 baseado no livro, Fearing é a enfermeira encarregada de cuidar de Bond enquanto ele lá está hospedado, e que resiste às primeiras investidas do espião. Em determinado momento, depois de colocar o agente para se exercitar na máquina de tração e esticar a espinha, ela se ausenta por momentos da sala, do que se aproveita um dos integrantes da SPECTRE, o Conde Lippe, para aumentar a velocidade da máquina de tal maneira que provoque o desmembramento de 007. Bond acaba salvo por Fearing quando ela retorna.
Após o incidente, o diretor da clínica acredita que Bond foi o causador involuntário do acidente que quase o matou e Fearing pede a ele que não conte o que aconteceu, porque isso iria afetar a reputação dela como profissional e a da clínica, se outros pacientes soubessem da tentativa de assassinato. Bond concorda mas diz que seu silêncio tem um preço; então a seduz e os dois fazem amor na sala de banho turco do lugar.
Depois, trocando de lugar com Fearing, Bond a massageia com uma luva de mink depois de matar o conde o que faz com que, completamente apaixonada, ela tente seguir com Bond quando ele deixa a clínica, o que ele não permite, dizendo que a encontrará em outra hora em outro lugar.
A personagem voltaria a aparecer, de maneira mais breve, na refilmagem de Thunderball feita em 1983, 0Never Say Never Again, um filme não-oficial estrelado por Sean Connery; nesta versão ela foi interpretada pela atriz britânica Prunella Gee.